# Wilsonville (Alabama)
 Wilsonville, Alabama és una població dels Estats Units a l'estat d'Alabama. Segons el cens del 2000 tenia 1.551 habitants.

## Demografia
Segons el cens del 2000, Wilsonville tenia 1.551 habitants, 610 habitatges, i 486 famílies La densitat de població era de 60,8 habitants/km².
Dels 610 habitatges en un 31,3% hi vivien nens de menys de 18 anys, en un 66,9% hi vivien parelles casades, en un 8,5% dones solteres, i en un 20,3% no eren unitats familiars. En el 18,2% dels habitatges hi vivien persones soles el 8,7% de les quals corresponia a persones de 65 anys o més que vivien soles. El nombre mitjà de persones vivint en cada habitatge era de 2,54 i el nombre mitjà de persones que vivien en cada família era de 2,84.
Per edats la població es repartia de la següent manera: un 23,5% tenia menys de 18 anys, un 6% entre 18 i 24, un 27,9% entre 25 i 44, un 26,6% de 45 a 60 i un 16% 65 anys o més.
L'edat mediana era de 41 anys. Per cada 100 dones hi havia 97,1 homes. Per cada 100 dones de 18 o més anys hi havia 94,7 homes.
La renda mediana per habitatge era de 42.105 $ i la renda mediana per família de 48.409 $. Els homes tenien una renda mediana de 40.263 $ mentre que les dones 25.598 $. La renda per capita de la població era de 21.112 $. Aproximadament el 4,5% de les famílies i el 7,4% de la població estaven per davall del llindar de pobresa.

## Poblacions properes
El següent diagrama mostra les poblacions més properes.